# 48 закона моћи
48 закона моћи (1998) је нефиктивна књига америчког аутора Роберта Грина. Књига је бестселер, продата у преко 1,2 милиона примерака у Сједињеним Државама, и популарна је међу затвореницима и познатим личностима.
48 закона моћи је популарно код познатих репера, предузетника, познатих личности, спортиста и глумаца, укључујући 50 Цента, Џеј Зија, Кање Веста и многих других.

## Позадина
Грин је у почетку формулисао неке од идеја у 48 закона моћи док је радио као писац у Холивуду и закључио да је данашња елита моћи делила сличне особине са моћним личностима током историје. Године 1995. Грин је радио као писац у Fabrica, уметничкој и медијској школи, и упознао је пакетичара књига по имену Јуст Елферс. Грин је предао део књиге о моћи Елферсу и шест месеци касније, Елферс је затражио да Грин напише читаву књигу.
Иако је Грин био незадовољан својим тренутним послом, било му је угодно и сматрао је да је потребно време да се заврши књига. Међутим, у то време, Грин је поново читао своју омиљену биографију о Јулију Цезару и инспирисао се Цезаровом одлуком да пређе реку Рубикон и бори се против Помпеја, чиме је подстакао Велики римски грађански рат.

## Закони моћи
| Број | Закон                                                                               | Кратак опис |
| ---- | ----------------------------------------------------------------------------------- | --- |
| 1.   | "Никад немој засенити господара"                                                    | Премиса закона јесте да се показивањем и доказивањем свог талента, онај на супериорнијем положају може осетити несигурним. |
| 2.   | "Никада не веруј превише пријатељу, а научи да искористиш непријатеља"              | Премиса закона јесте да су пријатељи склонији зависти, док непријатељи желе да се доказују. Такође, пријатељи су чешће склони лагању да би избегли свађу, за разлику од непријатеља.                                                                                                 |
| 3.   | "Криј праве намере"                                                                 | Никада не треба откривати праве намере, јер уколико их људи не знају, не могу ни да их нападају. |
| 4.   | "Увек говори мање него што је потребно"                                             | Аутор тврди да ако човек више прича, делује простије и као да нема контролу над оним што га окружује. Тишина изазива да се други људи више отворе. Треба припазити на употребу сарказма.                                                                                             |
| 5.   | "Од угледа много зависи-чувај га животом"                                           | Углед је основа моћи и треба да се чува по сваку цену. Уколико је укаљан, човек постаје рањив. За уништавање непријатеља се препоручује да се укаља његов углед. |
| 6.   | "Плени пажњу по сваку цену"                                                         | Људи највише пажње обраћају на изглед. Стога, треба се издвојити из масе. Чак је и контраверза добар извор пажње. Аутор наводи:"боље да те нападају и клеветају, него игноришу." Људи се осећају надмоћно када могу да предвиде нечија дела.                                         |
| 7.   | "Други нека раде твој посао, а ти преузми заслуге"                                  | "Никад не ради сам, оно што други могу да ураде за тебе". Треба искористити креативност других и преузети заслуге за њихова дела. |
| 8.   | "Научи да изазовеш потезе противника-намами их како треба"                          | Аутор тврди да онај који натера другог да дела пре њега, има контролу над ситуацијом. Изазивањем противниковог потеза он одбацује своје планове. "Намами га великим обећањима и крени у напад".                                                                                      |
| 9.   | "Однеси победу делима, а не речима"                                                 | "Свака победа речима је заправо Пирова победа. Кивност и срџба које ћеш усталасати у противнику трајаће дуже него било које мишљење које је променио. Много је силовитије делима и без иједне изговорене речи добити сагласност од противника. Не објашњавај, покажи", наводи аутор. |
| 10.  | "Закон заразе-клони се несрећних баксуза"                                           | У овом закону се говори како се човек треба придржавати срећних и таличних људи, а не несрећних, јер они често у своју несрећу уводе и друге људе. |
| 11.  | "Научи друге да овисе о теби"                                                       | Премиса овог закона јесте да треба показати свој таленат или вештину у таквом светлу да за друге, особа делује незаменљиво или да ће надређени претрпети велики губитак уколико изгубе особу, Самим тим, овај однос постаје сива еминенција, где слуга влада краљем.                 |
| 12.  | "Разоружај своју жртву пробраним тренуцима великодушности и искрености"             | Аутор за овај закон говори:"Чак ће и најсумњичавији људи спустити гард пред искреним и великодушним актом. А када одабраном искреношћу лако пробушиш рупе у њиховом оклопу, можеш њима манипулисати како ти је воља."                                                                |
| 13.  | "Када иштеш помоћ, позивај се на његову личну корист, а не самилост или захвалност" | У овом закону се наводи како лична корист надвладава захвалност и самилост код онога чија се помоћ тражи. |
| 14.  | "Претварај се да си пријатељ, а буди ухода"                                         | Овај закон говори о значају прикупљених информација о непријатељу и како их треба искористити и пронаћи његове слабе тачке. |
| 15.  | "Сравни непријатеља са земљом"                                                      | Аутор говори да се непријатељ мора уништити потпуно, како физички тако и психички, и да је то боља опција, него остављање непријатеља на пола пута, јер могу постати осветољубиви.                                                                                                   |